# Arsin (Trabzon)
Arsin ist eine türkische Küstenstadt am Schwarzen Meer im gleichnamigen Landkreis der Provinz Trabzon und gleichzeitig eine Gemeinde der 2012 geschaffenen Büyükşehir belediyesi Trabzon (Großstadtgemeinde/Metropolprovinz Trabzon). Seit der Gebietsreform 2013 ist die Gemeinde flächen- und einwohnermäßig identisch mit dem Landkreis.
Die Stadt liegt ca. 20 km östlich des Zentrums von Trabzon und grenzt im Süden an die Provinz Gümüşhane.
Bis Ende 2012 bestand der Kreis neben der Kreisstadt aus drei Stadtgemeinden (Atayurt, Fındıklı und Yeşilyalı) sowie 20 Dörfern (Köy), die im Zuge der Verwaltungsreform in Mahalle überführt wurden. Den Mahalle steht ein Muhtar als oberster Beamter vor. Die Zahl der Mahalle wuchs somit von 22 auf 35. Ende 2020 wohnten durchschnittlich 876 Einwohner in jedem Mahalle, Yalı Mah. war mit 3.711 Einwohnern der bevölkerungsreichste.
In Arsin ist seit seiner Gründung im Jahr 1973 der Fußballverein Arsinspor beheimatet, der in der Saison 2014/15 in der 2. Gruppe der TFF 3. Lig, der vierthöchsten Spielklasse, spielte.